# Moris Farhi
Moris Farhi (ur. 1935 w Ankarze, zm. 5 marca 2019) – turecki pisarz.
Urodził się w żydowskiej rodzinie osiadłej w Turcji. W 1954 wyjechał na naukę do Wielkiej Brytanii, w 1956 ukończył Royal Academy of Dramatic Art. Próbował swych sił jako aktor (kilka epizodów filmowych), jednak później poświęcił się pisarstwu. Pisał powieści, poezję, eseje. Udzielał się w strukturach PEN Clubu, od 2001 był wiceprzewodniczącym tej międzynarodowej organizacji. Za literackie osiągnięcia został uhonorowany tytułem kawalera Orderu Imperium Brytyjskiego (MBE).
Na język polski została przetłumaczona jego powieść Młodzi Turcy (Young Turk) z 2004. Książka jest podzielona na 13 rozdziałów, a jej bohaterami są młodzi ludzie wchodzący w dorosłość na przestrzeni 20 lat (1935–1955). Tłem jest Stambuł, przede wszystkim wieloetniczne, inteligenckie dzielnice tego miasta, gdzie wciąż żywy jest duch i idee Atatürka, skonfrontowane z rzeczywistością toczonej w Europie wojny (zwłaszcza Holocaustu). Kilka epizodów nawiązuje do twórczości i życia poety Nâzıma Hikmeta.